# John Brillhart
John David Brillhart (né le 13 novembre 1930 dans le Comté d'Alameda en Californie) et mort le 21 mai 2022, est un mathématicien américain qui travaille en théorie algorithmique des nombres.

## Biographie
Brillhart étudie à l'Université de Californie à Berkeley, où il obtient en 1967 un Ph. D. sous la direction de Derrick Lehmer (titre de la thèse :On the Euler and Bernoulli Polynomials). Jusqu'à son éméritat il était professeur à l'université de l'Arizona.
Brillhart a travaillé entre autres sur les algorithmes de factorisation d'entiers ; vers 1970 il implémente avec Michael Morrison une méthode de factorisation basée sur les développements en fraction continue (la méthode de factorisation par fraction continue), décrite initialement par Lehmer et Ralph Ernest Powers, mais qui est resté ignorée pendant longtemps, et a factorisé avec cette méthode le septième nombre de Fermat. Il a travaillé également, dans les années 1960 et 1970, avec Lehmer et John L. Selfridge à l'amélioration du Test de primalité de Fermat. Avec Selfridge, Lehmer, Samuel Wagstaff et d'autres il a participé au projet Cunningham de factorisation de nombres de la forme {\displaystyle b^{n}\pm 1} pour certains entiers {\displaystyle b}, publiés sous forme de tables.
Brillhart travaille à l’édition des œuvres de Leonard Carlitz.

## Publications
- John David Brillhart et John S. Lomont, Elliptic Polynomials, Chapman and Hall, 2001, 320 p. (ISBN 978-1-58488-210-7, zbMATH 0962.33001, lire en ligne)
- John David Brillhart, Derrick H. Lehmer, John L. Selfridge, Bryant Tuckerman et Samuel S. Wagstaff, Factorization of {\displaystyle b^{n}\pm 1}, b=2,3,5,6,7,10,11,12, up to high powers, American Mathematical Society, coll. « Contemporary Mathematics » (no 22), 1983, 1988, 2002, 265 p. (ISBN 978-0-8218-3301-8, présentation en ligne, lire en ligne) — La 1re édition date de 1983 la 2e édition est parue en 1988. La 3e édition est parue en 2002, sous forme électronique seulement[5].